# Heaven In Her Arms
Heaven In Her Arms — японський пост-хардкор-гурт, заснований 2001 року. Назву гурт отримав в честь однойменної пісні Converge з альбому Jane Doe. Це другий япономовний гурт (після Envy), який здобув значну популярність в Європі. Нинішній склад скомпонувався 2005 року. Однією з особливостей музики колективу є звучання трьох гітар. Лідер гурту Кент організував власний лейбл — Liberation of Butterfly, з якого виходять всі їхні записи в Японії. Дизайном альбомів займається бас-гітарист гурту Enslave Такякі. За словами Кента, в текстах гурту йдеться про друзів, минуле, школу, роботу, особистісні речі в житті.

## Історія
2003 року музиканти записали пісню Just to find the answer. В той час в гурті було чотири музиканти: на бас-гітарі грала дівчина Марі, співав Ютака, на гітарах грали Кент і Кейтаро. З-поміж них сьогодні в колективі залишився лише Кент. Композиція містила багато швидкісних метал-секцій, багато хаотичності, брейкдаунів.
Згодом в 2004—2005 рр. вийшли два демо-диски, та CD EP накладом 300 копій, котрий було випущено на французькому лейблі Salvation Records. Останній був розширеним варіантом другого демо-диска і містив іще два ремікси, котрі продемонстрували перші кроки гурту в напрямку до інструментальної музики та ухилу від первинного звучання. Взимку 2005 року відбувся реліз першого спліту із турецьким інструментальним гуртом In Between (випущений на Ama Records та G.H.E.T.T.O Records). Разом із тим їхні композиції опинилися на двох збірках: The Central Point of... vol.2 (Disk Union; композиція 脱化 / Get Out) та One Hands Stand Another vol.1 (Broken Vinyl Records; композиція 赤い夢 / Red Dream). Навесні 2006 року музиканти записали другий спліт на міні-CD з японським гуртом Tomato Steal. На цьому диску з'явилася їхня пісня The Canary With Iron Wire, половина якої це власне інструментальна музика та три гітари. 2009 року з'явився EP Duplex-Coated Obstruction, в якому критики зауважили схожість із Envy. Самі ж музиканти заявили, що ніколи не спілкувалися з Envy і мало що чули з їхньої творчості.
В листопаді 2007 року відбувся перший концерт Heaven In Her Arms в Європі. Гурт часто співпрацює з Killie.

## Учасники
Теперішні учасники
- Кент Аокі (Kent) — гітара, вокал
- Кацута (Katsuta) — гітара
- Кентаро (Kentaro) — бас-гітара
- Сунсуке (Shunsuke) — ударні

Колишні учасники
- Такаюкі Рюзакі — гітара (2001–2019)

## Дискографія
Студійні альбоми
- 黒斑の侵蝕 / Erosion of the Black Speckle (2007)
- 幻月 / Paraselene (2010)
- 白暈 / White Halo (2017)

Міні-альбоми
- Heaven in Her Arms (2006)
- 被覆する閉塞 / Duplex Coated Obstruction (2009)

Спліт-альбоми
- Heaven in Her Arms / In Between (2005)
- Heaven in Her Arms / Tomato Steal (2006)
- Koenji (з Killie) (2007)
- Heaven in Her Arms / Aussitôt Mort (2011)
- Heaven in Her Arms / Yumi (2012)
- 刻光 (з Cohol) (2013)